# Pays d'Ancenis
Le pays d'Ancenis est un pays traditionnel de Bretagne situé à l'est du département de la Loire-Atlantique et qui fait partie du Pays nantais.

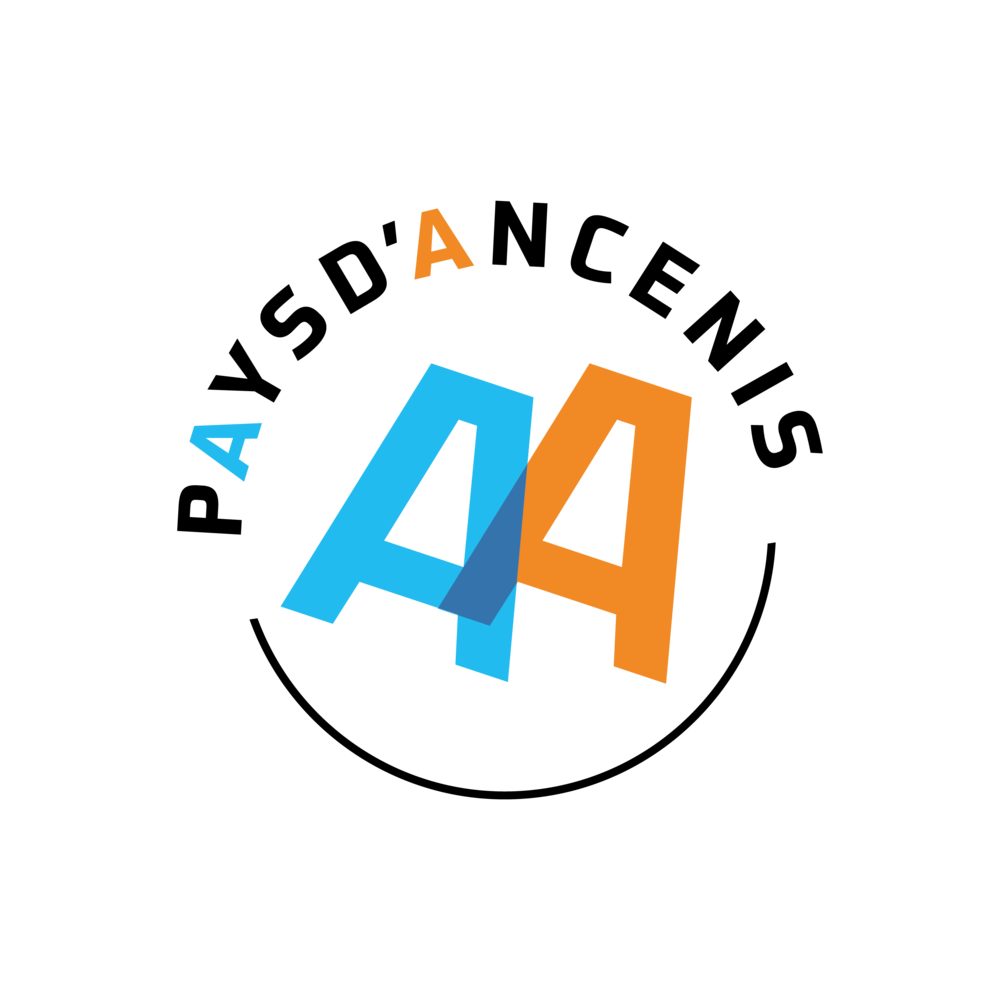
Logo du pays d'Ancenis.

## Situation
Le pays d'Ancenis regroupe des communes autour d'Ancenis, ancienne porte d'entrée du duché de Bretagne, sur la rive droite de la Loire, face à l'Anjou. Il est entouré par les régions naturelles suivantes : 
- au nord par le Pays de la Mée et le Segréen ;
- à l'est par le Val d'Anjou ;
- au sud  par les Mauges ;
- à l'ouest par le Pays nantais.

## Topographie
Caractérisé par un paysage de bocage, le pays d'Ancenis est fortement marqué par l'Anjou voisine (vin, architecture, etc.). Il est également assez proche du pays de la Mée (autour de Châteaubriant). 

## Histoire
Historiquement, il forme un des ensembles des marches de Bretagne, verrou contrôlé par les ducs de Bretagne dont dépendait le château d'Ancenis. Outre ses liens avec Nantes et Angers, le pays d'Ancenis a vu se multiplier ses ressources toujours marquées cependant par l'agriculture, dont l'élevage du mouton et la meunerie. Au premier plan de celles-ci, on trouve le commerce du vin. Ainsi Ancenis était une place de revente de vin où venaient s'approvisionner les marchands rennais. Ce territoire, en tant que frontière, est également marqué par l'histoire du commerce du halite (non taxé en Bretagne, province productrice, mais taxé en Anjou) et du charbon issu du bassin houiller de Basse Loire.

## Cadre administratif
Il se définit aujourd'hui dans le cadre administratif et touristique de la communauté de communes du Pays d'Ancenis, bien que certaines communes du pays traditionnel d'Ancenis (comme Les Touches) ne fassent pas partie de cette communauté de communes.

## Langues
La langue traditionnelle, le gallo, est ici fortement influencée par l'angevin[réf. souhaitée].

## Symboles

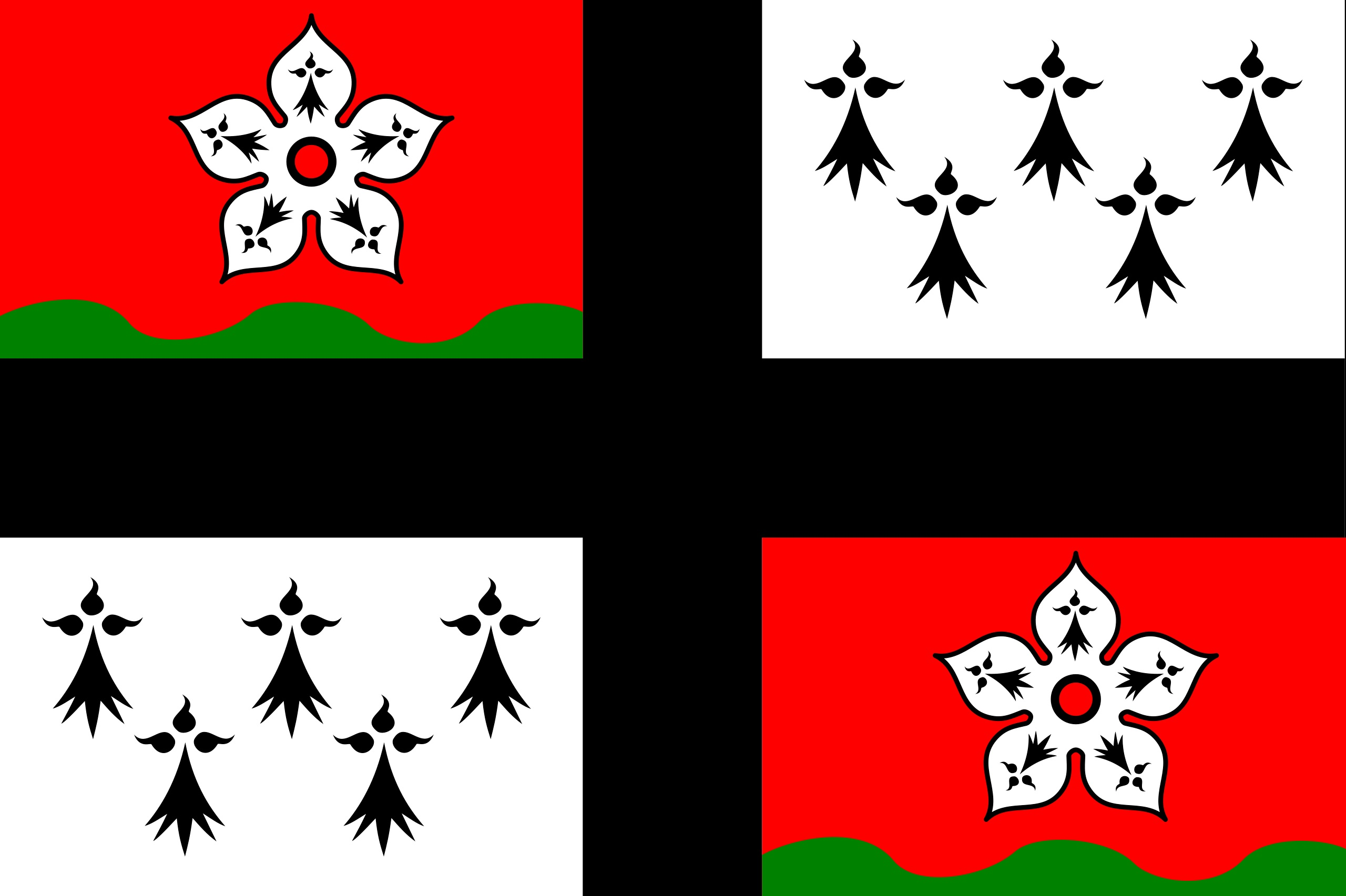
Drapeau du Pays d'Ancenis proposé par l'association Hentoù Breizh.

En 2014, l'association ancenienne Hentoù Breizh conçoit un drapeau pour le Pays d'Ancenis rappelant l'attachement de ce territoire à la Bretagne. L'association « espère le voir flotter un peu partout dans le pays d'Ancenis ».